# Colpo di Stato in Zambia del 1997
Il colpo di Stato in Zambia del 1997 fu un fallito tentativo di golpe militare effettuato in Zambia nella capitale Lusaka il 28 ottobre 1997. Il colpo di Stato, senza vittime, non durò più di tre ore ed avvenne tra le 6 e le 9 del mattino. Il leader del golpe, il capitano Steven Lungu (soprannominatosi Captain Solo) della Zambian Army, annunciò attraverso la stazione radio nazionale ZBNC che aveva effettuato un golpe e che il presidente della Repubblica Frederick Chiluba doveva dimettersi.
L'annuncio del colpo di Stato da parte di Steven Lungu e la richiesta di dimissioni del presidente furono accompagnati dalle risate di giornalisti che si trovavano presso la stazione radio in quel momento. I golpisti e il loro leader Steven Lungu vennero velocemente arrestati e il capitano Lungu spese i seguenti 13 anni in prigione per tradimento, venendo scarcerato solo quando venne confermato che soffriva di una malattia terminale.